# Hippolyte Lecomte
Hippolyte Lecomte (Puiseaux, 28 de diciembre de 1781 - París, 25 de julio de 1857) fue un pintor francés más conocido por sus pinturas históricas a gran escala y diseños de ballet. Su esposa, nacida Camille Vernet, era hermana del pintor Émile Jean-Horace Vernet. Su hijo, Émile Vernet-Lecomte, también fue un destacado pintor. En el estudio de Lecomte trabajó el caricaturista Jean Ignace Isidore Gérard, más conocido como "J. J. Grandville".

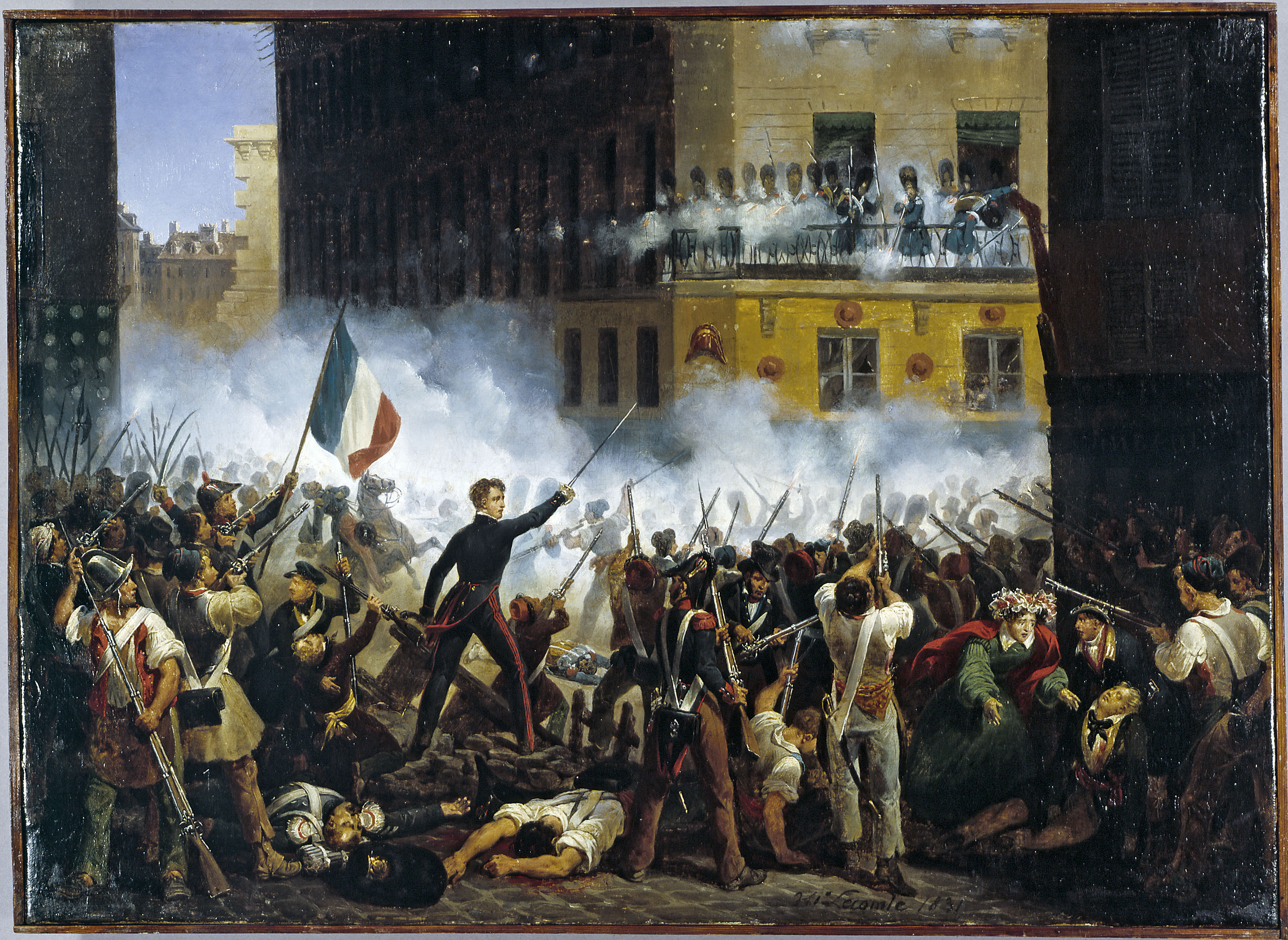
Combate en la calle de Rohan, 29 de julio de 1830.

## Trabajos principales
- Napoléon Ier se faisant présenter à Astorga des prisonniers anglais et ordonne de les traiter avec des soins particuliers, janvier 1809, 1810, Palacio de Versalles
- Reddition de Mantoue, le 2 février 1797 : le général Wurmser se rend au général Sérurier, Salon de 1812, Palacio de Versalles
- Episode de la guerre d'Espagne en 1823, prise des retranchements de Sainte-Marguerite devant la Corogne, le 5 juillet 1823 (le général Bourke donnant ses ordres au général La RocheJaquelein qui s'opposent au général Quiroga), 1828, Palacio de Versalles
- Combat de Salo en Italie, 31 juillet 1796. Le général Guyeux assiégé, 1836, Château de Versailles, Palacio de Versalles
- Bataille de Hochstaedt sur le Danube remportée par les généraux Moreau et Lecourbe sur l'armée autrichienne, 19 juin 1800, 1838, Palacio de Versalles
- Combat de Mautern en Styrie, remporté par l'armée d'Italie commandée par le prince Eugène de Beauharnais, vice-roi d'Italie, sur les troupes autrichiennes du général Jellarich, 25 mai 1809, 1839, Palacio de Versalles
- Combat dans les gorges du Tyrol, mars 1797, Palacio de Versalles
- La bataille de Raab, 14 juin 1809, Palacio de Versalles
- La prise de Stralsund, 20 août 1807, Palacio de Versalles
- Le combat de Hollabrunn, 10 juillet 1809, Palacio de Versalles